# La Victoria (distrito de Lambayeque)
La Victoria é um distrito do Peru, departamento de Lambayeque, localizada na província de Chiclayo.

## Transporte
O distrito de La Victoria não é servido pelo sistema de estradas terrestres do Peru.